# Lepidiota renardi
Lepidiota renardi är en skalbaggsart som beskrevs av Brenske 1896. Lepidiota renardi ingår i släktet Lepidiota och familjen Melolonthidae. Inga underarter finns listade i Catalogue of Life.